# Галіфакс (Пенсільванія)
Галіфакс (англ. Halifax) — місто (англ. borough) в США, в окрузі Дофін штату Пенсільванія. Населення — 796 осіб (2020).

## Географія
Галіфакс розташований за координатами 40°27′46″ пн. ш. 76°55′57″ зх. д. / 40.46278° пн. ш. 76.93250° зх. д. (40.462859, -76.932499).  За даними Бюро перепису населення США в 2010 році місто мало площу 0,87 км², уся площа — суходіл.

## Демографія
Згідно з переписом 2010 року, у селищі мешкала 841 особа в 350 домогосподарствах у складі 223 родин. Густота населення становила 968 осіб/км².  Було 389 помешкань (448/км²).
Расовий склад населення:
| - 94,9 % — білих - 1,3 % — чорних або афроамериканців - 0,2 % — азіатів |

До двох чи більше рас належало 3,6 %. Частка іспаномовних становила 2,0 % від усіх жителів.
За віковим діапазоном населення розподілялося таким чином: 27,0 % — особи молодші 18 років, 60,4 % — особи у віці 18—64 років, 12,6 % — особи у віці 65 років та старші. Медіана віку мешканця становила 36,8 року. На 100 осіб жіночої статі у селищі припадало 94,2 чоловіків;  на 100 жінок у віці від 18 років та старших — 88,3 чоловіків також старших 18 років.
Середній дохід на одне домашнє господарство  становив 48 951 долар США (медіана — 43 750), а середній дохід на одну сім'ю — 52 803 долари (медіана — 47 885). Медіана доходів становила 38 906 доларів для чоловіків та 30 250 доларів для жінок. За межею бідності перебувало 17,2 % осіб, у тому числі 18,9 % дітей у віці до 18 років та 20,2 % осіб у віці 65 років та старших.
Цивільне працевлаштоване населення становило 432 особи. Основні галузі зайнятості: освіта, охорона здоров'я та соціальна допомога — 16,0 %, мистецтво, розваги та відпочинок — 11,8 %, виробництво — 11,3 %.